# Río Guadahortuna
El río Guadahortuna (híbrido árabo latino Wadi Furtuna) es un río del sur de la península ibérica perteneciente a la cuenca hidrográfica del Guadalquivir, que trasncurre por centro norte de la provincia de Granada, sirviendo de límite durante un corto tramo con la provincia de Jaén (España).

## Curso
El Guadahortuna nace en la fuente del Espino, en la sierra de Alta Coloma, en el término municipal de Montejícar, junto a límite entre las provincias de Granada y Jaén. En su recorrido, de unos 54 km, atraviesa las poblaciones de Montejícar, Guadahortuna, El Hacho, Alamedilla, El Peñón, Alicún de Ortega y Dehesas de Guadix hasta su desembocadura en la margen izquierda del río Guadiana Menor. 
Sobre su vega cruza la línea férrea Almería-Linares sobre el puente del Hacho.

## Historia
Durante casi todo su curso, el Guadahortuna recorre una altiplanicie de unos 1000 m s. n. m., donde a lo largo del tiempo ha excavado un pasillo que conecta la Hoya de Baza con el valle del Guadalquivir a través del río Guadalbullón, que nace próximo al Guadahortuna, por lo que durante siglos estos ríos han constituido una vía de comunicación natural de primer orden entre dichas regiones.
Así, fenicios, cartagineses y romanos ya utilizaban esta ruta —y la del río Fardes—, conocida como la vía de la Plata Bética, para transportar plata de Cástulo hasta Acci y el Mediterráneo. Más adelante, en el marco de las guerras entre el Reino nazarí de Granada y la Corona de Castilla de los siglos XIII al XV, esta vía se convirtió en un coladero de razzias entre ambos bandos.